# دانیل استروس
دانیل استروس (انگلیسی: Daniel Astrain؛ زادهٔ ۲۹ مارس ۱۹۴۸) بازیکن فوتبال اهل اسپانیا است.
از باشگاه‌هایی که در آن بازی کرده‌است می‌توان به باشگاه فوتبال اتلتیک بیلبائو، باشگاه فوتبال رئال اویدو، و باشگاه فوتبال اتلتیک بیلبائو بی اشاره کرد.